# Amministrazione apostolica di Harbin
L'amministrazione apostolica di Harbin (in latino Administratio Apostolica Harbina) è una sede della Chiesa cattolica in Cina. La sede è vacante.

## Territorio
L'amministrazione apostolica comprende parte della provincia cinese di Heilongjiang.
Sede dell'amministrazione apostolica è la città di Harbin, dove si trova la cattedrale del Sacro Cuore.

## Storia
L'amministrazione apostolica fu eretta il 28 maggio 1931, ricavandone il territorio dalla diocesi di Vladivostok, ed affidata alla cura pastorale del delegato apostolico in Cina.
Nel 1959 il governo cinese ha istituito un'unica entità ecclesiale per tutto il territorio della provincia di Heilongjiang, con sede nella capitale Harbin. Tuttavia, la comunità cosiddetta "clandestina" ha continuato a seguire fino al 2018 la divisione della Santa Sede, che tuttora prevede, per la provincia dell'Heilongjiang, oltre alla sede di Harbin, anche le prefetture apostoliche di Jiamusi e di Qiqihar.
Il governo cinese invece ha provveduto, il 6 luglio 2012, a consacrare vescovo di Harbin (o di Heilongjiang) Joseph Yue Fusheng, già amministratore apostolico ufficiale; la sua ordinazione episcopale, prevista nel corso del 2011, venne rimandata; la Santa Sede fece sapere all'eletto che la sua candidatura all'episcopato non era stata approvata dal papa. L'ordinazione episcopale, prevista per il 29 giugno 2012, fu nuovamente ritardata; nel frattempo, la Santa Sede, attraverso una nota di Propaganda Fide del 3 luglio 2012, aveva comunicato che l'ordinazione di Yue Fusheng era illegittima in quanto non riconosciuta da Roma e che perciò sia Yue Fusheng che i vescovi consacranti sarebbero scomunicati latae sententiae. L'ordinazione alla fine ebbe luogo il 6 luglio. Tramite una nota ufficiale del 10 luglio, la Santa Sede ha confermato le sanzioni canoniche per Yue Fusheng ed i vescovi che hanno preso parte all'ordinazione episcopale illegittima.
A seguito dell'accordo del 2018 tra Santa Sede e Repubblica popolare cinese sulla nomina dei vescovi, papa Francesco ha riammesso nella comunione ecclesiale il vescovo "ufficiale" Giuseppe Yue Fusheng. La comunicazione della Santa Sede sul compito pastorale affidatogli come vescovo in Heilogjiang è stata ricevuta dall'interessato il 12 dicembre 2018 a Pechino nell'ambito di una celebrazione ecclesiale.

## Cronotassi dei vescovi
Si omettono i periodi di sede vacante non superiori ai 2 anni o non storicamente accertati.
- Celso Costantini † (28 maggio 1931 - 3 novembre 1933 dimesso)
- Mario Zanin † (7 gennaio 1934 - 1946 nominato ufficiale della Segreteria di Stato)
  - Sede vacante
  - Peter Wang Rui-huan † (12 luglio 1959 consacrato - 13 novembre 1992 deceduto) (vescovo ufficiale di Heilongjiang)
  - Joseph Zhao Hong-chun (dicembre 2011 - 12 dicembre 2018 dimesso) (amministratore apostolico clandestino, senza carattere episcopale)
  - Joseph Yue Fu-sheng, consacrato il 6 luglio 2012 (vescovo ufficiale di Heilongjiang)